# إيشيرو يوشيزاوا
إيشيرو يوشيزاوا (باليابانية: 吉沢一郎؛ بالكانا: よしざわ いちろう) هو متسلق جبال ياباني، ولد في 1903 في طوكيو في اليابان، وتوفي في 1998.